# Ligne S5 des FGC
La ligne S5 est une ancienne ligne de train de banlieue de l'agglomération barcelonaise. Elle relie Barcelone à Sant Cugat del Vallès et dessert uniquement ces deux communes sur le tracé de la ligne Barcelone - Vallès.
Elle est exploitée par les Chemins de fer de la généralité de Catalogne (FGC) comme renfort de la S1 entre 1996 et 2022.

## Historique
Le code S5 est attribué à la ligne en 1996. Elle puise ses origines dans le chemin de fer de Barcelone à Sarrià, ouvert en 1863, et dans le tronçon du Vallès des Chemins de fer de Catalogne, mis en service à la fin des années 1910. Entre 2000 et 2017, son service est étendu jusqu'à Rubí.
À l'occasion de la mise en service d'une quinzaine de nouveaux trains le 9 décembre 2022, la fréquence de passage sur les lignes S1 et S2 augmente à 5 min en heure de pointe aux terminus, soit 2 min 30 s sur le tronçon commun entre Barcelone et Sant Cugat del Vallès, ce qui conduit à la disparition de la ligne S5.

## Caractéristiques

### Ligne
La ligne parcourt les infrastructures de la ligne Barcelone - Vallès. Elle compte 11 stations, dont huit souterraines, et parcourt 15,3 km. Les rails sont à écartement normal et la voie est double sur l'intégralité du trajet.
À partir de Plaça de Catalunya, elle dessert deux communes : Barcelone et Sant Cugat del Vallès, et partage son tracé avec la ligne L7 jusqu'à Gràcia, la ligne L6 jusqu'à Sarrià, les lignes S1, S2, S6 et S7 jusqu'à Sant Cugat.

## Exploitation

### Matériel roulant
La ligne est servie par les rames de série 112 et 113 des FGC.

Rames
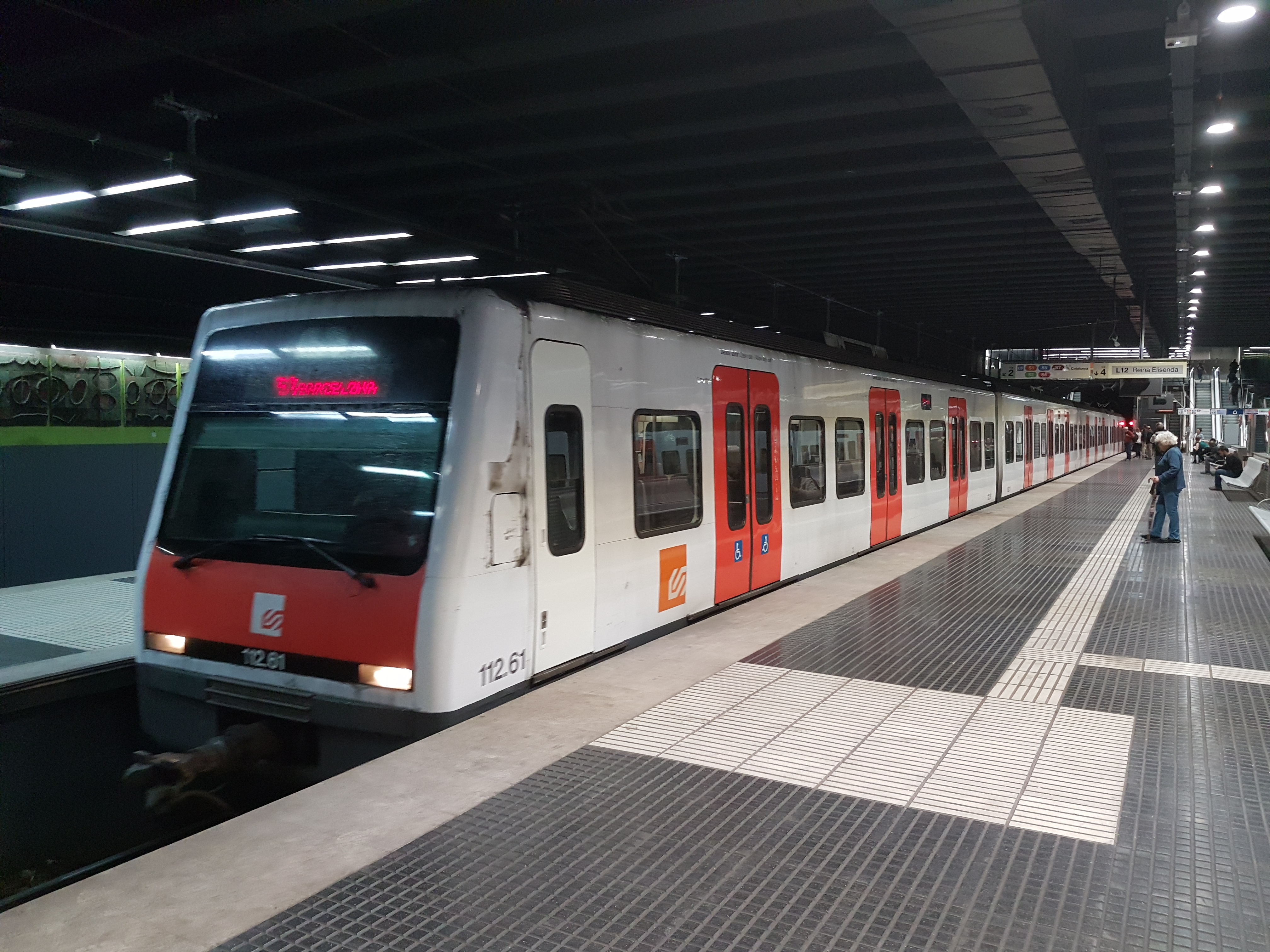
Série 112 à quai à Sarrià.
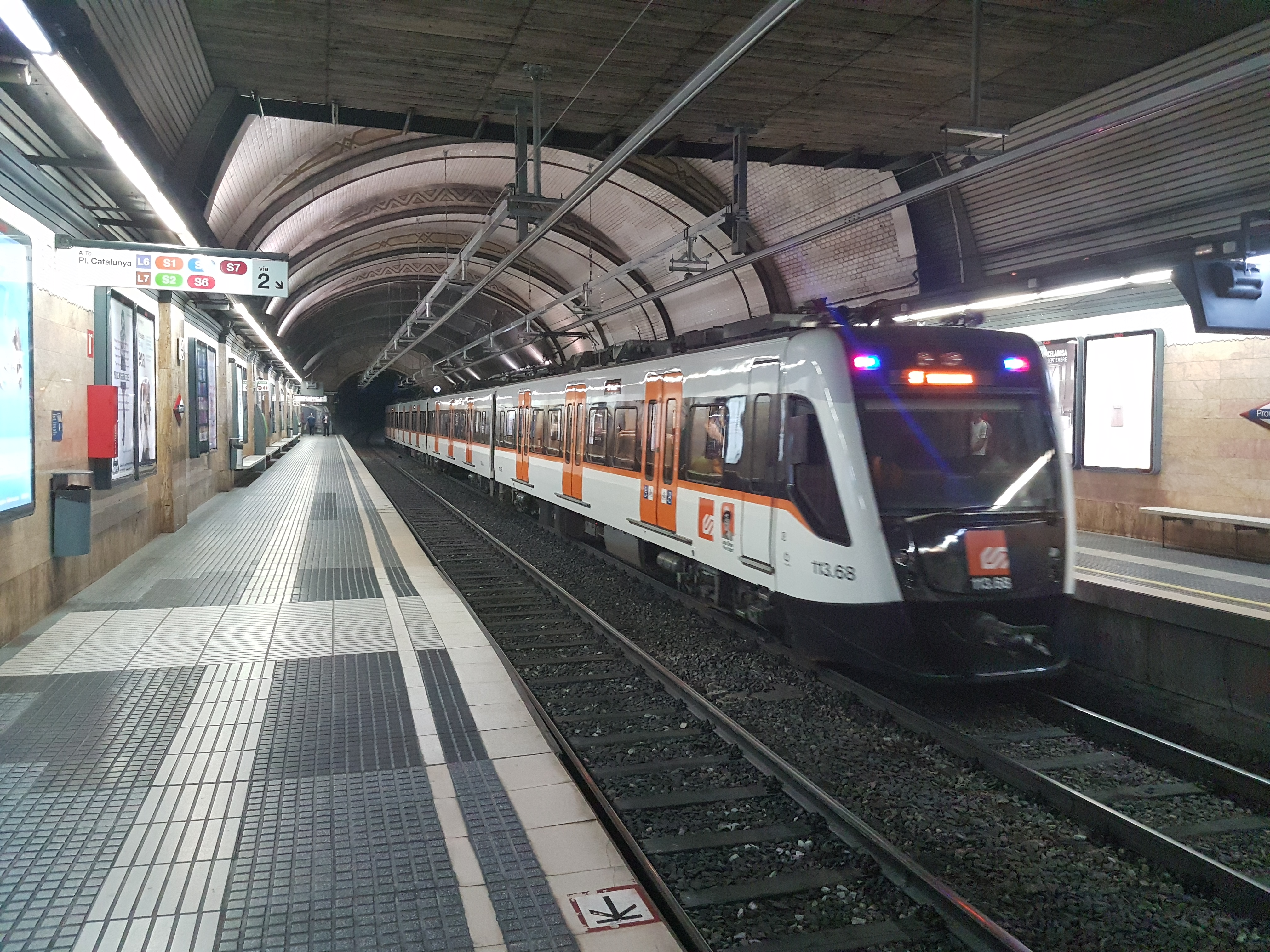
Série 113 à quai à Provença.

### Horaires et tarification
La ligne sert à renforcer les services des lignes S1 et S2 aux heures de pointe des jours ouvrés uniquement sur leur tronçon commun entre Plaça de Catalunya et Sant Cugat.